# مارلینتون (ویرجینیای غربی)
مارلینتون(به انگلیسی: Marlinton) شهری در ایالت ویرجینیای غربی کشور ایالات متحده آمریکا است که جمعیت آن در سرشماری سال ۲۰۱۰ میلادی، ۱٬۰۵۴ نفر بوده‌است.

## نگارخانه

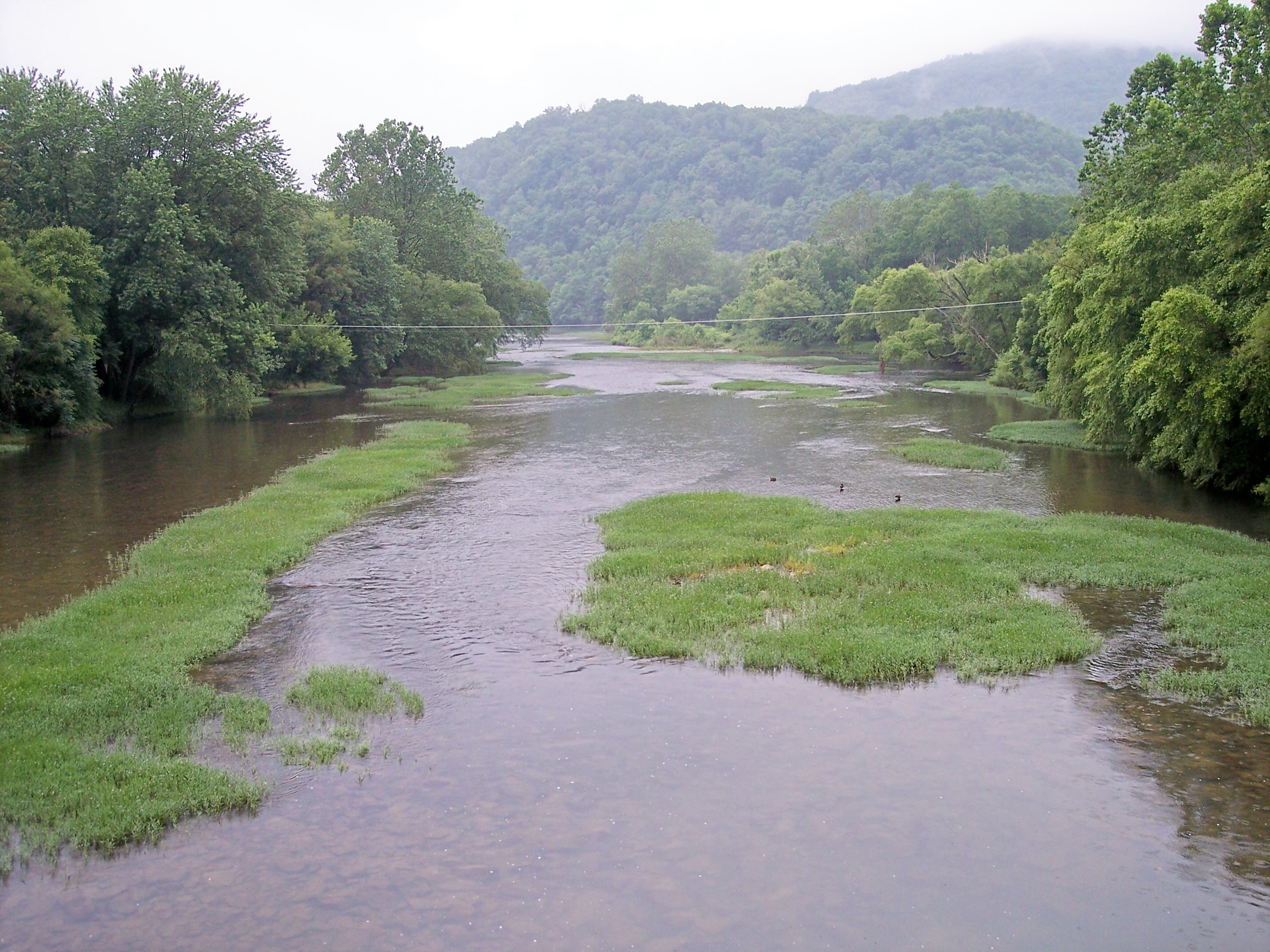
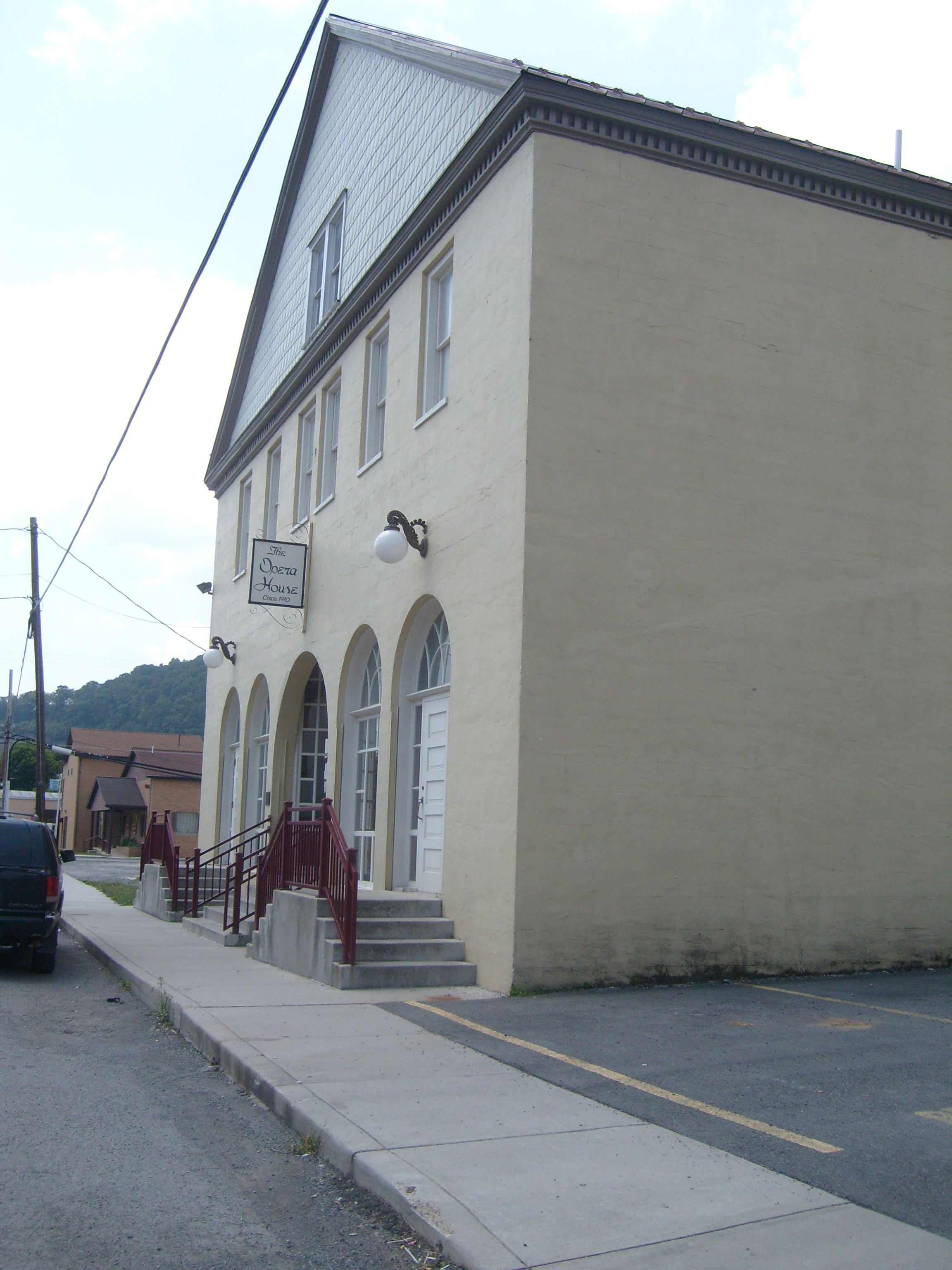

## موقعیت جغرافیایی
موقعیت جغرافیایی شهرها و مناطق اطراف به شرح زیر است: